# Margarita Fischer
Margarita Fischer ou Fisher est une actrice américaine née le 12 février 1886 à Missouri Valley, Iowa (États-Unis), morte le 11 mars 1975 à Encinitas (Californie).

## Biographie

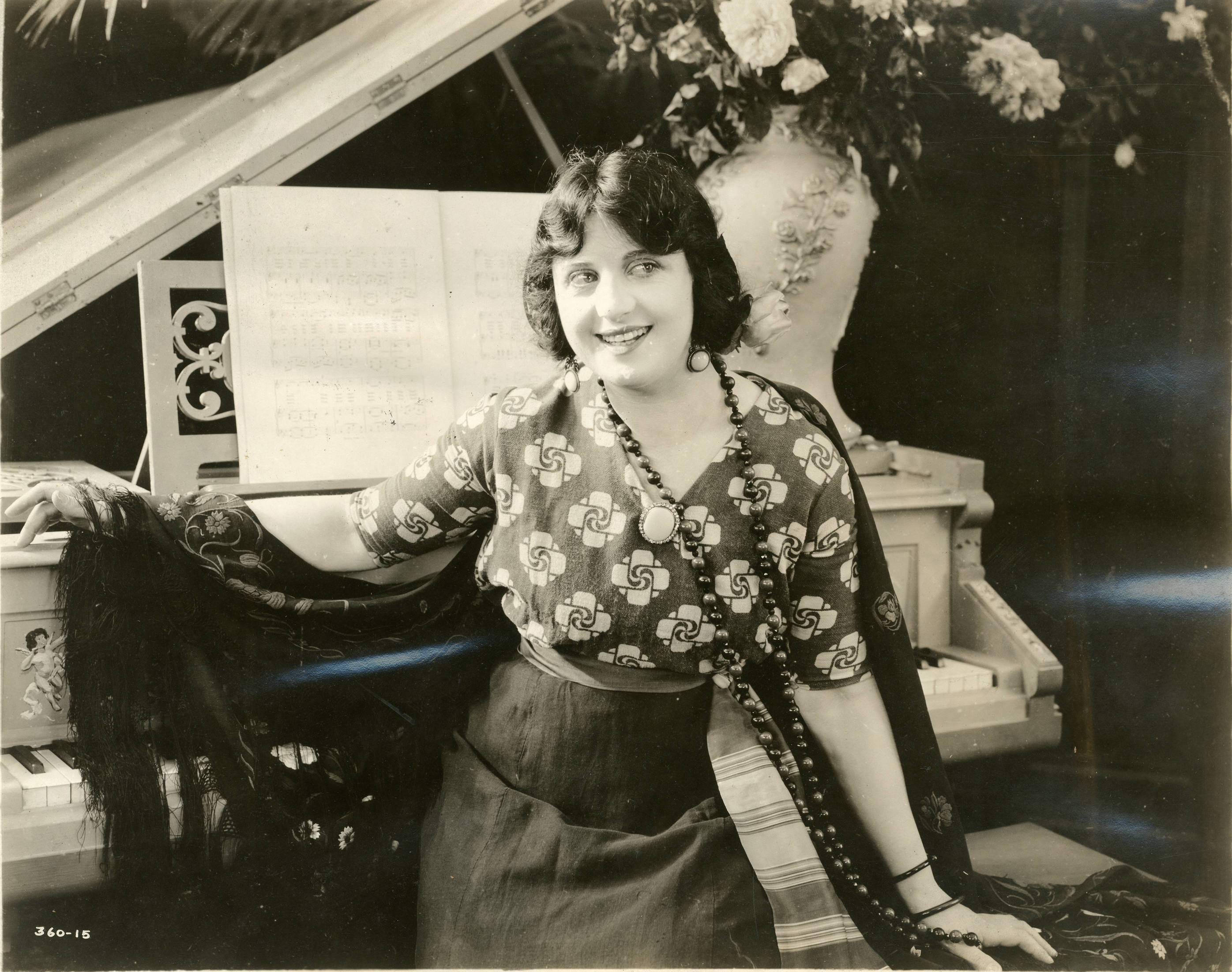
Margarita Fischer en 1919.

## Filmographie
- 1910 : Trimming of Paradise Gulch de Francis Boggs
- 1910 : The Way of the Red Man d'Otis Turner
- 1910 : The Merry Wives of Windsor de Francis Boggs
- 1911 : Buddy
- 1911 : The Portrait de Thomas H. Ince et George Loane Tucker
- 1911 : Over the Hills
- 1911 : The Girl and the Half-Back : Alice
- 1911 : A Lesson to Husbands : Mrs. Aubrey
- 1912 : The Trinity de Thomas H. Ince
- 1912 : The Worth of a Man
- 1912 : The Rose of California
- 1912 : The Call of the Drum
- 1912 : Better Than Gold
- 1912 : Squnk City Fire Company
- 1912 : The Baby
- 1912 : Where Paths Meet
- 1912 : The Dove and the Serpent
- 1912 : A Melodrama of Yesterday
- 1912 : On the Shore
- 1912 : Jim's Atonement
- 1912 : The Return of Captain John
- 1912 : Nothing Shall Be Hidden
- 1912 : Love, War and a Bonnet : Sally Batte
- 1912 : The Parson and the Medicine Man
- 1912 : Hearts in Conflict : Angelina
- 1912 : The Hand of Mystery
- 1912 : Big Hearted Jim
- 1912 : On the Border Line : Millie Wilson, la femme de Robert
- 1912 : The Exchange of Labels
- 1912 : The Employer's Liability : Kitty Hulbert, femme de Lawrence
- 1912 : Betty's Bandit de Henry Otto : Betty Allen, la fille
- 1912 : The Tribal Law de Wallace Reid et Otis Turner
- 1912 : A Fight for Friendship : Mae Rand, la fille
- 1912 : Trapped by Fire : Milly Johnson, la fille de Tom
- 1912 : An Indian Outcast : Milly Strong
- 1912 : Romance and Reality
- 1912 : The Rights of a Savage
- 1912 : The Old Folks' Christmas
- 1913 : The Great Ganton Mystery
- 1913 : The Wayward Sister d'Otis Turner
- 1913 : The Turn of the Tide
- 1913 : In Slavery Days
- 1913 : The Shadow
- 1913 : How Men Propose : Grace Darling
- 1913 : The Stolen Idol
- 1913 : A Woman's Folly : Mrs. Grayson, la jeune femme
- 1913 : A Wrong Road : Betty, First Sister
- 1913 : Robinson Crusoe : la fille du Capitaine Hardy
- 1913 : The Power of Heredity : Marie
- 1913 : When the Prince Arrived : May
- 1913 : Sally Scraggs: Housemaid : Doris Lowrey dite Sally Scraggs
- 1913 : La Case de l'oncle Tom (Uncle Tom's Cabin) d'Otis Turner : Eliza
- 1913 : The Diamond Makers de Robert Z. Leonard
- 1913 : The Fight Against Evil
- 1913 : Paying the Price : Mrs. Jane Hagerman, l'ex petite-amie de Robert
- 1913 : Shon the Piper d'Otis Turner : Madge des collines
- 1913 : Like Darby and Joan : La femme du vieux pêcheur
- 1913 : The Thumb Print
- 1913 : The Primeval Test
- 1913 : The Boob's Dream Girl
- 1913 : The Missionary Box
- 1913 : His Old-Fashioned Dad : Peggy
- 1913 : The Tale of a Lonely Coast
- 1914 : Withering Roses
- 1914 : Fooling Uncle
- 1914 : Bess, the Outcast
- 1914 : Sally's Elopement
- 1914 : The Wife
- 1914 : The Sacrifice
- 1914 : Italian Love
- 1914 : Closed at Ten
- 1914 : Une jeune fille audacieuse (it) (The Girl Who Dared)
- 1914 : Sweet Land of Liberty
- 1914 : Retribution
- 1914 : The Musician's Daughter
- 1914 : Mlle. La Mode
- 1914 : The Man Who Came Back
- 1914 : From the Flames
- 1914 : A Flurry in Hats
- 1914 : The Tale of a Tailor
- 1914 : Eugenics Versus Love
- 1914 : Lost: A Union Suit
- 1914 : Her Heritage
- 1914 : The Courting of Prudence
- 1914 : Jane, the Justice
- 1914 : Drifting Hearts
- 1914 : The Dream Ship
- 1914 : A Midsummer's Love Tangle : Trixy Lynn
- 1914 : Via the Fire Escape
- 1914 : A Joke on Jane
- 1914 : Her 'Really' Mother
- 1914 : A Suspended Ceremony
- 1914 : Suzanna's New Suit
- 1914 : The Silence of John Gordon
- 1914 : Susie's New Shoes
- 1914 : A Modern Othello
- 1914 : The Motherless Kids
- 1914 : Caught in a Tight Pinch
- 1914 : The Legend of Black Rock
- 1914 : Motherhood
- 1914 : When Queenie Came Back
- 1914 : Cupid and a Dress Coat
- 1915 : The Quest : Nai
- 1915 : The Lonesome Heart : Samanthy
- 1915 : The Girl from His Town : Sarah Townley / Letty Laney
- 1915 : Infatuation : Phyllis Ladd
- 1915 : The Light on the Reef
- 1915 : The Miracle of Life : Eleanor Seawell
- 1916 : The Dragon : Messalla / Elizabeth
- 1916 : The Pearl of Paradise : Yulita
- 1916 : Miss Jackie of the Navy : Jackie Holbrook
- 1917 : Jackie nouvelle châtelaine (The Butterfly Girl) : Pep O'Mally
- 1917 : The Diamond Thieves
- 1917 : Robinson Crusoe
- 1917 : The Sin Unatoned : Femme de Bob
- 1917 : The Human Flames
- 1917 : L'Infernale Obsession (The Devil's Assistant) : Marta
- 1917 : Defiance
- 1917 : Jackie, la petite fille qui ne voulait pas grandir (The Girl Who Couldn't Grow Up) : Peggy Brockman
- 1917 : Jackie à l'armée (Miss Jackie of the Army) : Jackie
- 1918 : Le Subterfuge de Jackie (The Mantle of Charity) : Norah McDonald
- 1918 : Jackie, garçon manqué (Molly Go Get 'Em) : Molly Allison
- 1918 : Gavrochinette (Jilted Janet) : Janet Barnes
- 1918 : Jackie termine ses études (Ann's Finish) : Ann Anderson
- 1918 : Jackie femme primitive (The Primitive Woman) : Nan Graythorpe
- 1918 : Jackie la petite enjôleuse (The Square Deal) : Alys Gilson
- 1918 : Le Matricule 378 (Impossible Susan) : Susan Gaskell
- 1918 : Jackie a le sourire (Money Isn't Everything) : Margery Smith
- 1918 : Une femme d'attaque (Fair Enough) de Edward Sloman : Ann Dickson
- 1919 : Jackie la petite foraine (Molly of the Follies) de Edward Sloman : Molly Malone
- 1919 : Put Up Your Hands! : Olive Barton
- 1919 : Jackie chauffeuse par amour (Charge It to Me) : Winnie Davis
- 1919 : La Perle de Broadway (Trixie from Broadway) : Trixie Darling
- 1919 : Jackie la petite tigresse (The Tiger Lily) : Carmina
- 1919 : The Hellion : Mazie Del Mar / Blanche Harper
- 1920 : The Week-End de George L. Cox : Vera Middleton
- 1920 : Their Mutual Child : Ruth Bannister
- 1920 : Un talent dangereux (The Dangerous Talent) : Leila Mead
- 1920 : Le Trentième Denier (The Thirtieth Piece of Silver) : Leila Cole
- 1920 : The Gamesters : Rose
- 1921 : Payment Guaranteed : Emily Heath
- 1921 : Beach of Dreams de William Parke : Madame deBrie
- 1924 : K - The Unknown : Charlotte Harrison
- 1925 : Any Woman de Henry King : Mme Rand
- 1927 : La Case de l'oncle Tom (Uncle Tom's Cabin), de Harry A. Pollard :  Eliza

## Galerie de photos

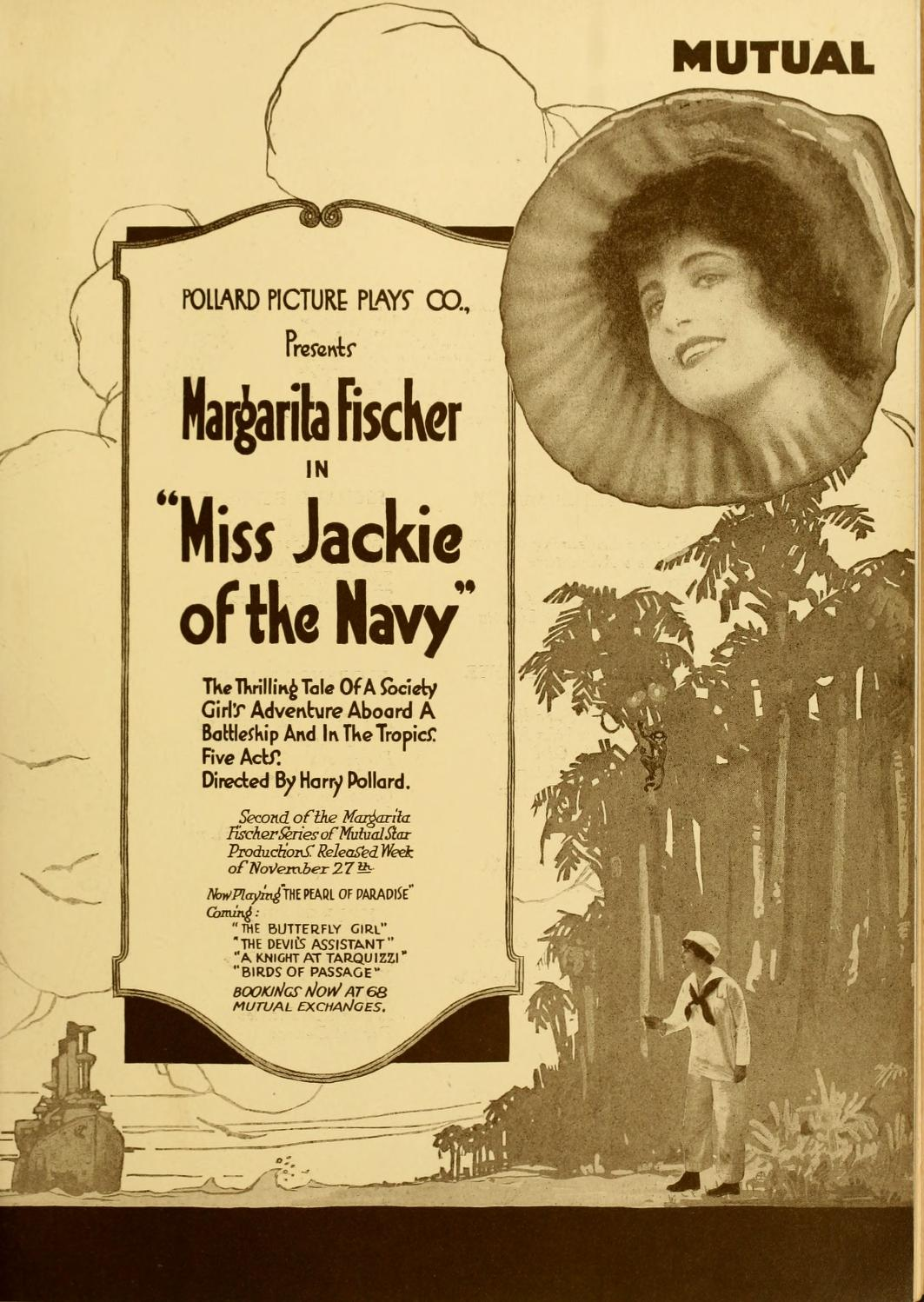
Miss Jacky of the Navy (1916)
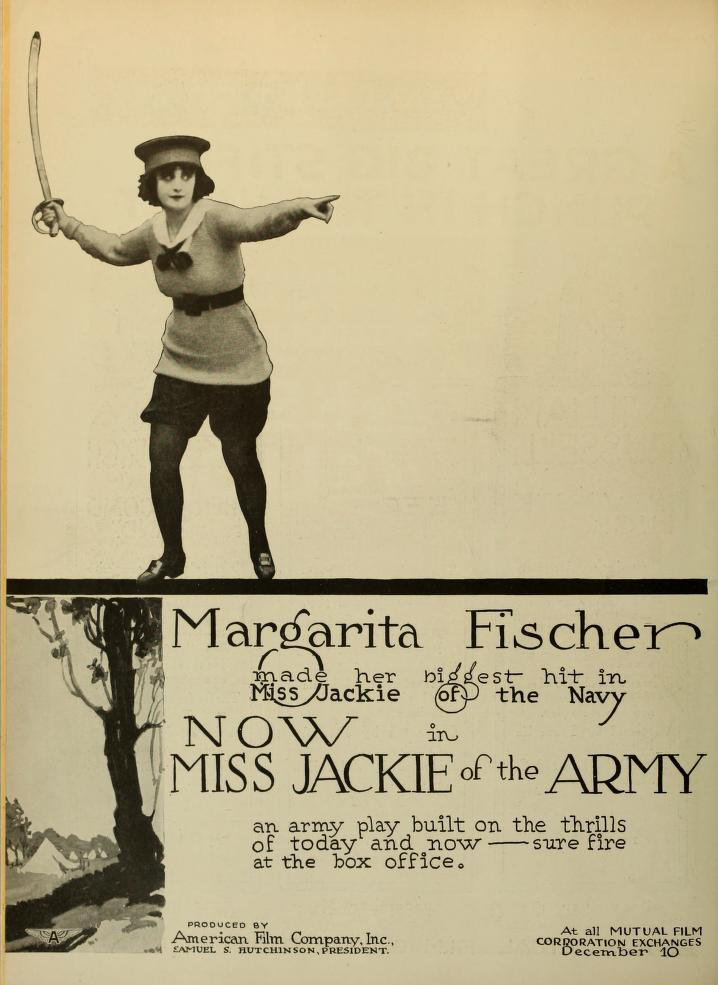
Miss Jacky of the Army (1917)
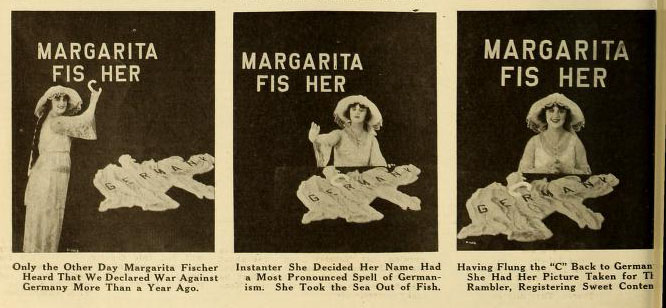
Changement de nom.
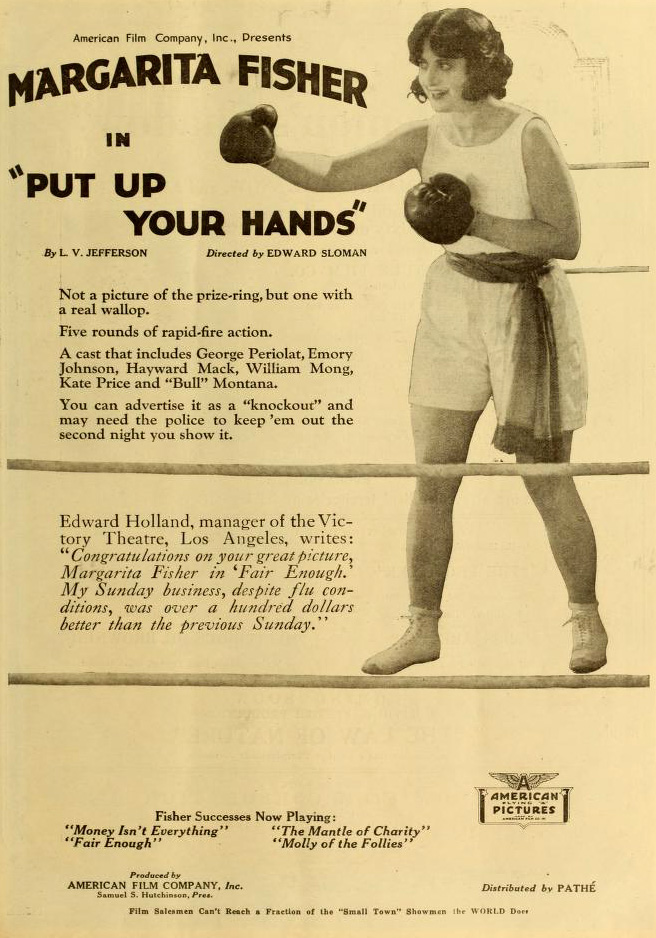
Put Up Your Hands (1919)